# Thierry Bégin-Lamontagne
Thierry Bégin-Lamontagne, né en 1986 à Cowansville (Québec), est un guitariste classique canadien. Reconnu comme un virtuose de la guitare classique, il a reçu plusieurs prix et distinctions à l'international tout comme au Canada.

## Biographie
Né d'une famille de musiciens en 1986 à Cowansville, Québec, Thierry Bégin-Lamontagne, démontre très tôt, vers l'âge de 12 ans un intérêt pour la musique classique. À 15 ans, Alvaro Pierri l'accueille dans sa classe.
Depuis 2004, il remporte les honneurs de plusieurs concours: Concours Jeunes Artistes de Radio-Canada, Concours international de Lachine, Concours de musique du Chœur de la montagne, Concours du Bas-Richelieu, Festival-Concours de musique de Sherbrooke, finale nationale du National Festival of Music du Nouveau-Brunswick, finale nationale du Concours de musique du Canada et Grand Prix de guitare de Montréal. Il remporte le premier prix aux concours internationaux espagnols d'Elx, de Coria et de Petrer, ainsi que le prix du public en 2013.  En avril 2014, il remporte le concours Nicolas Alphonso à Bruxelles en Belgique.
Atteint du syndrome de Gilles de la Tourette, il trouve avec la musique un moyen de diminuer la fréquence de ses spasmes.
La ville de Cowansville l'a honoré du titre d'ambassadeur culturel.

## Discographie

### Albums
- 2015 : Aquarelle[3]

## Prix et distinctions
| Année                    | Compétition                                                                 |
| ------------------------ | --------------------------------------------------------------------------- |
| 1er Prix                 |                                                                             |
| 2018                     | Concours international de Guitare d'Alma Hanoi au Vietnam                   |
| 2016                     | Concours International de Guitare Classique Robert J. Vidal                 |
| 2016                     | IIIo Concurso Internacional de Guitarra Clásica ”Angel G. Piñero”           |
| 2016                     | 17e concours international de guitare d’Antony                              |
| 2014                     | Brussels International Guitar Competition « Nicolas Alfonso »               |
| 2013                     | XII Concurso internacional de guitarra José Tomás - villa de Petrer         |
| 2012                     | XVI Festival Internacional de Guitarra ‘Ciudad de Coria’                    |
| 2012                     | Festival-Concours de musique classique Pierre-de Sorel (cat. guitare)       |
| 2011                     | IX Concurso de Guitarra ”Ciutat d’Elx”                                      |
| 2010                     | Festival-Concours de musique classique Pierre-de Sorel (cat. guitare)       |
| 2009                     | Concours de Musique du Canada (cat. guitare)                                |
| 2009                     | Festival-Concours de musique classique Pierre-de Sorel (cat. guitare)       |
| 2008                     | Concours de musique du Chœur de la Montagne                                 |
| 2008                     | Concours de Musique du Canada (cat. guitare)                                |
| 2007                     | Le Grand Prix de Guitare de Montréal (cat. guitare classique)               |
| 2007                     | Festival-Concours de musique classique Pierre-de Sorel (cat. guitare)       |
| 2007                     | National Music Festival (représente Québec)                                 |
| 2007                     | Festival-concours de musique de Sherbrooke (cat. concerto)                  |
| 2007                     | Festival-concours de musique de Sherbrooke (cat. récital)                   |
| 2007                     | Festival-concours de musique de Sherbrooke (grand concours)                 |
| 2006                     | Association des Éducateurs de Musique du Québec (finale régionale)          |
| 2006                     | Festival-Concours de musique classique Pierre-de Sorel (cat. guitare)       |
| 2006                     | Concours de Musique du Canada (cat. guitare)                                |
| 2006                     | Festival et compétition internationale de guitare classique de Montréal     |
| 2006                     | Concours de musique du Chœur de la Montagne                                 |
| 2005                     | Festival-Concours de musique classique Pierre-de Sorel (cat. guitare)       |
| 2004                     | Concours Guitare-Drummond (cat. jeunes)                                     |
| 2e prix                  |                                                                             |
| 2016                     | Daejeon International Guitar Competition                                    |
| 2016                     | 21st Forum Gitarre Wien                                                     |
| 2016                     | Asia International Guitar Festival & Competition                            |
| 2015                     | 16th Annual Guitar Symposium & Competition Columbus State University        |
| 2014                     | Io Concurso Internacional de Guitarra Clásica ”Angel G. Piñero”             |
| 2013                     | XIII Certamen Internacional de Guitarra Clásica Julián Arcas                |
| 2012                     | XI Concurso internacional de guitarra José Tomás - villa de Petrer          |
| 2011                     | XV Festival Internacional de Guitarra ‘Ciudad de Coria’                     |
| 2007                     | Concours International de Guitare Classique Robert J. Vidal                 |
| 2007                     | Festival Clermont-Pépin                                                     |
| 3e prix                  |                                                                             |
| 2016                     | 25th Iserlohn Guitar-Festival and Competition                               |
| 2011                     | X Concurso internacional de guitarra José Tomás - villa de Petrer           |
| 2008                     | Festival Clermont-Pépin                                                     |
| 4e prix                  |                                                                             |
| 2015                     | Colorado University International Guitar Festival & Competition             |
| 2009                     | Association de Repentigny pour l'avancement de la musique (ARAM)            |
| 2008                     | Association de Repentigny pour l'avancement de la musique (ARAM)            |
| Finaliste                |                                                                             |
| 2016                     | 9th Koblenz International Guitar Competition Hubert Käppel                  |
| 2015                     | Certamen Internacional de Guitarra Clásica Julián Arcas                     |
| Semi-finaliste           |                                                                             |
| 2016                     | XVI Silesian Guitar Autumn, Jan Edmund Jurowski Memorial Guitar Competition |
| 2016                     | 2nd Viseu International Guitar Competition                                  |
| 2011                     | Certamen Internacional de Guitarra Francisco Tarrega                        |
| 2010                     | International Guitar Competition Maurizio Biasini & Festival                |
| 2008                     | Guitar Foundation of America                                                |
| 2008                     | L’illustre Majestueuse Réflection du Tremplin Intergalactique du Canada     |
| Meilleure interprétation |                                                                             |
| 2010                     | Aaron Brock Memorial Internation Guitar Competition                         |
| Prix du public           |                                                                             |
| 2016                     | 17e concours international de guitare d’Antony                              |
| 2013                     | XII Concurso internacional de guitarra José Tomás - villa de Petrer         |
| 2012                     | XVI Festival Internacional de Guitarra ‘Ciudad de Coria’                    |